# Харківський перший робітничо-колгоспний театр
Харківський пе́рший украї́нський робітни́чо-селя́нський теа́тр — український театр, що діяв 1933—1939 років, на базі якого створено Сумський обласний академічний театр драми та музичної комедії імені М. С. Щепкіна.

## Загальні відомості
Театр засновано 1933 року в м. Лубни (нині Полтавської області).
Згодом театр переїхав у Золочів і одержав назву «Першого Харківського робітничо-колгоспного театру».
Художніми керівниками театру в різний час були Ю. Коваленко, Л. Каневський, О. Льдов (згодом — заслужений артист УРСР).
Л. Каневський в Лубнах поставив «Її шлях» Болотова, «Дівчата нашої країни» Микитенка, «Хазяїн» Карпенка-Карого, «Наталка Полтавка» Котляревського.
До театру увійшли в основному актори з розформованих Всеукраїнського радгоспно-колгоспного та Північно-Кавказького українського театрів ім. Г. І. Петровського.
Серед акторів театру — М. Сочеванов (згодом — народний артист УРСР), І. Дехта (згодом — заслужений артист УРСР), О. Тарасенко, А. Носачов, Н. Домбровська, Ганна Мініна-Равич, А. Юницький (згодом — народний артист УРСР), О. Жук, М. Островська, О. Свічкаренко, П. Чугай, Ю. Миронова, А. Красношапка, А. Кручина, I. Репенко, Г. Хмара, К. Шмуклер, О. Льоліна та ін.
1939 року на базі цього театру створено Сумський обласний академічний театр драми та музичної комедії імені М. С. Щепкіна.

## Репертуар
- «Наталка Полтавка» І. Котляревського
- «Запорожець за Дунаєм» C. Гулака-Артемовського
- «Хазяїн», «Безталанна» І. Карпенка-Карого
- «Дівчата нашої країни» І. Микитенка
- «Аристократи» М. Погодіна
- «Слава» В. Гусєва
- «Чужа дитина» В. Шкваркіна